# Ernst Krenn
Ernst Krenn (* 23. Dezember 1897 in Allentsteig, Österreich; † 16. April 1954 in Atzelsdorf, Niederösterreich) war ein österreichischer Skandinavist, der auf die Färöer spezialisiert war.

## Leben
Krenn besuchte die Lehrerbildungsanstalt in Krems an der Donau, wo er 1917 die Reifeprüfung ablegte und zum Militärdienst einberufen wurde. Da er jedoch nachträglich aus gesundheitlichen Gründen als kriegsdienstuntauglich erklärt wurde, nahm er nicht am Ersten Weltkrieg teil, sondern schrieb sich an der evangelisch-theologischen Fakultät der Universität Wien ein. Während seines Studiums erlangte Krenn das Hebraicum, lernte Schwedisch, studierte 1920 in Lund und lernte auf Reisen auch Dänisch. Schließlich wandte er sich der Skandinavistik zu. Er war ein Schüler Rudolf Muchs. Sein Studium schloss Krenn 1921 nach nur sieben Semestern ab.
1922 wurde Krenn Volksschullehrer im Waldviertel, danach unterrichtete er an verschiedenen Hauptschulen, zunächst in Allentsteig Deutsch, Geschichte und Erdkunde. Zudem widmete er sich weiterhin dem Studium der Skandinavistik. 1927 legte er die Universitätsprüfung für Schwedisch ab, 1928 für Alt- und Neuisländisch, Dänisch und Färöisch; letzteres als erster Österreicher. Rudolf Much war von Krenns Leistungen so sehr beeindruckt, so dass Krenn 1934 schließlich bei ihm über den färöischen Dichter und Freiheitshelden Nólsoyar Páll zum Dr. phil. promovierte. Seine Dissertation publiziert Krenn 1939. Von 1939 bis 1941 unterrichtete er dann an der Lehrerbildungsanstalt Wiener Neustadt und 1941–1943 an der Oberschule in Gmünd. Von 1943 bis zum Ende des Zweiten Weltkriegs musste Krenn trotz Kriegsdienstuntauglichkeit als Sanitäter in der Wehrmacht dienen. Nach Kriegsende unterrichtete er wieder in seiner Heimatgemeinde.
Krenn publizierte eine beeindruckende Anzahl an Werken: „Sein 1950 vorgelegtes Schriftenverzeichnis umfasst 68 Nummern mit skandinavischen Titeln und elf weitere, die vor allem heimatkundliche Themen behandeln. Dazu kommen noch 31, davon 25 skandinavistische Titel, die als ‚im Druck befindlich‘ oder ‚ausgearbeitet‘ bezeichnet werden.“ Krenn habilitierte sich schließlich 1950 für das Fach Skandinavistik. Er verfasste die zu seiner Zeit bedeutendsten Arbeiten über die Färöer und die färöische Sprache in deutscher Sprache, die allerdings zuweilen von der Fachwelt kritisiert wurden (Föroyische Sprachlehre, 1940). Sein bereits Anfang der 1940er Jahre vorliegendes Manuskript für ein Färöisch-Deutsches/Deutsch-Färöisches Wörterbuch (12.000 Stichwörter), eine färöische Grammatik und andere bereits als „im Druck“ oder „in Ausarbeitung“ angekündigte Werke sind ungedruckt geblieben und gelten als verschollen. Das Wörterbuch ist jedoch 2003 im Nachlass von Christian Matras in der Landesbibliothek der Färöer gefunden worden. Um seine Verbundenheit mit den Färöern auszudrücken, veröffentlichte Ernst Krenn sein Buch Föroyar. Die Inseln des Friedens mit dem Beinamen „Gjógv“, der auf den gleichnamigen Ort der Färöer hindeutet (zusammen mit seiner Frau Franzi, geb. Schuecker). Sein komplettes färöisches Pseudonym war „Álvur við Gjógv“ (der Name „Álvur“ bedeutet „Ernst“).
Ebenfalls 1950 wurde ihm auf den Färöer-Inseln eine Anstellung als Gymnasiallehrer angeboten, die er jedoch ablehnte. Im selben Jahr wurde ihm von der Universität Island die Lehrberechtigung zugesagt; doch was schließlich aus dieser Stelle wurde, ist nicht bekannt. Jedenfalls unterrichtete Krenn ab dem Wintersemester 1950/51 als Privatdozent Altnordische Übungen an der Universität Wien; zudem hielt er Vorlesungen zur Edda und zur färöischen Literaturgeschichte. Krenn „fiel am 16. IV. 1954 einem tragischen Verkehrsunfall in seinem Heimatort zum Opfer“: Während eines Reiseantritts nach Färöer verunglückte er in Atzelsdorf tödlich, als er beim Umsteigen vom Autobus, in dem er mit seiner Frau Franziska unterwegs war, im Schneetreiben von einem sowjetischen Militärlaster erfasst wurde. Er war auf der Stelle tot.
In Allentsteig wurde die Dr.-Ernst-Krenn-Straße ⊙ nach ihm benannt.

## Werke
- Krenn, Ernst (1938). Lautveränderungen im Isländischen und Föroyischen. Mödling: Anthropos.
- Krenn, Ernst (1939). Der föroyische Dichter Páll Nólsoy und sein Vogellied. (Illinois Studies in Language and Literature. Volume 23. Number 4. Urbana: The University of Illinois Press. Krenns Doktorarbeit.)
- Krenn, Ernst (1940). Föroyische Sprachlehre (= Germanische Bibliothek. 1. Abteilung: Elementar- und Handbücher. 1. Reihe: Grammatiken. 22. Bd., ZDB-ID 576882-2). Heidelberg: Carl Winter´s Universitätsbuchhandlung.
- Krenn, Ernst (1940) Die Entwicklung der föroyischen Literatur (= Illinois Studies in Language and Literature 26, 1, ISSN 0073-5175). Urbana: The University of Illinois Press.
- Krenn, Ernst mit Krenn-Gjógv, Franzi (1944). Föroyar. Die Inseln des Friedens. Münster: Regensbergsche Verlagsbuchhandlung. (Das Buch basiert auf den Erlebnissen einer Färöerreise im Jahre 1939 und auf umfangreichen Studien Krenns, die teilweise schon vorher in Zeitschriften veröffentlicht wurden. Mit Übersetzungen färöischer Märchen, Sagen, Prosatexten und Gedichten.)
- Krenn, Ernst (1946). Das Schulwesen auf Föroyar. Zwettl: Berger & Schwarz.
- Krenn, Ernst (1953). Die skandinavischen Völker in ihren Sprachen und Mundarten. Wien: Europäischer Verlag.